# Tammela
Tammela è un comune finlandese di 5879 abitanti, situato nella regione del Kanta-Häme.